# A Diósgyőri VTK 2008–2009-es szezonja
A Diósgyőri VTK 2008–2009-es szezonja szócikk a Diósgyőri VTK első számú férfi labdarúgócsapatának egy szezonjáról szól, mely sorozatban az 5., összességében pedig a 43. idénye a csapatnak a magyar első osztályban. A klub fennállásának ekkor volt a 98. évfordulója.

## Mérkőzések
| Színmagyarázat | Színmagyarázat |
| -------------- | -------------- |
|                | Győzelem.      |
|                | Döntetlen.     |
|                | Vereség.       |

### Soproni Liga 2008–09

#### Őszi fordulók
| 1. forduló 2008. július 26. 20:00 |

| Rákospalotai EAC      | 1 – 1               | Diósgyőr            |
| --------------------- | ------------------- | ------------------- |
| Cseri 27' Kapcsos 45' | (1 – 1) Jegyzőkönyv | Tóth 29' Tchana 90' |

| Budai II László Stadion, Budapest Nézőszám: 1 000 Játékvezető: Szilasi Szabolcs (magyar) |

| 2. forduló 2008. augusztus 2. 20:00 |

| Diósgyőr                      | 1 – 0               | Kaposvári Rákóczi             |
| ----------------------------- | ------------------- | ----------------------------- |
| Honma 18' Tóth 77' Kamber 82' | (1 – 0) Jegyzőkönyv | Graszl 18' Grúz 31' Obrić 67' |

| DVTK-stadion, Miskolc Nézőszám: 3 500 Játékvezető: Berger József (magyar) |

| 3. forduló 2008. augusztus 8. 19:00 |

| Budapest Honvéd                                   | 3 – 1               | Diósgyőr                                                |
| ------------------------------------------------- | ------------------- | ------------------------------------------------------- |
| Hercegfalvi 24' 60' 90+2' Ivancsics 60' Gebro 85' | (1 – 0) Jegyzőkönyv | Tóth 54' Kamber 23' Miličić 30' Sebők 63′ Köteles 90+2' |

| Bozsik József Stadion, Budapest Nézőszám: 3 000 Játékvezető: Vad II. István (magyar) |

| 4. forduló 2008. augusztus 16. 20:00 |

| Diósgyőr                                    | 2 – 3               | MTK Budapest                                           |
| ------------------------------------------- | ------------------- | ------------------------------------------------------ |
| Tóth 10' Miličić 79' Pintér 7' Pelecaci 15' | (1 – 1) Jegyzőkönyv | Nagy 3' 54' Pátkai 60' Miličić 62' (öngól) Melczer 65' |

| DVTK-stadion, Miskolc Nézőszám: 7 800 Játékvezető: Veizer Roland (magyar) |

| 5. forduló 2008. augusztus 22. 19:00 |

| Vasas                                    | 3 – 2               | Diósgyőr                  |
| ---------------------------------------- | ------------------- | ------------------------- |
| Divić 22' Lázok 41' Németh 49' Gyánó 90' | (2 – 0) Jegyzőkönyv | Tóth 83' 72' Pelecaci 90' |

| Illovszky Rudolf Stadion, Budapest Nézőszám: 4 000 Játékvezető: Sulyok Gergely (magyar) |

| 6. forduló 2008. augusztus 30. 20:00 |

| Paksi FC                       | 1 – 1               | Diósgyőr                                                  |
| ------------------------------ | ------------------- | --------------------------------------------------------- |
| Tököli 18' Molnár 33' Báló 82' | (1 – 1) Jegyzőkönyv | Kamber 24' 18' Búrány 61' Gohér 62′ Pintér 75' Takács 90' |

| Fehérvári úti stadion, Paks Nézőszám: 2 500 Játékvezető: Szabó Zsolt (magyar) |

| 7. forduló 2008. szeptember 13. 20:00 |

| Diósgyőr                            | 2 – 1               | Zalaegerszegi TE                                           |
| ----------------------------------- | ------------------- | ---------------------------------------------------------- |
| Kamber 12' 54' Honma 64' Pintér 42' | (1 – 1) Jegyzőkönyv | Miljatovič 31' Szamosi 15' Petneházi 52' Tóth 70' Méyé 82' |

| DVTK-stadion, Miskolc Nézőszám: 4 500 Játékvezető: Andó-Szabó Sándor (magyar) |

| 8. forduló 2008. szeptember 20. 19:00 |

| Győri ETO                                                                | 6 – 0               | Diósgyőr               |
| ------------------------------------------------------------------------ | ------------------- | ---------------------- |
| Stark 10' (11-esből) Kovács 19' 45' Bajzát 44' 55' Völgyi 50' Tokody 70' | (4 – 0) Jegyzőkönyv | Stanić 28' Miličić 57' |

| ETO Park, Győr Nézőszám: 2 500 Játékvezető: Kassai Viktor (magyar) |

| 9. forduló 2008. szeptember 27. 19:00 |

| Diósgyőr   | 0 – 1               | FC Fehérvár                            |
| ---------- | ------------------- | -------------------------------------- |
| Kamber 42' | (0 – 1) Jegyzőkönyv | Simek 8' Sifter 38' Andić 39' Mohl 44' |

| DVTK-stadion, Miskolc Nézőszám: 3 000 Játékvezető: Iványi Zoltán (magyar) |

| 10. forduló 2008. október 4. 18:00 |

| Nyíregyháza Spartacus                   | 2 – 2               | Diósgyőr                                        |
| --------------------------------------- | ------------------- | ----------------------------------------------- |
| Apostu 19' Miskolczi 63' Luis Ramos 36' | (1 – 2) Jegyzőkönyv | Miličić 6' 24' Tóth 16' 35′ Sebők 47' Honma 67' |

| Nyíregyháza Városi Stadion, Nyíregyháza Nézőszám: 5 000 Játékvezető: Bede Ferenc (magyar) |

| 11. forduló 2008. október 19. 17:30 |

| Diósgyőr | 0 – 0               | Újpest                         |
| -------- | ------------------- | ------------------------------ |
|          | (0 – 0) Jegyzőkönyv | Bori 35' Pollák 77' Rajczi 90' |

| DVTK-stadion, Miskolc Nézőszám: 6 500 Játékvezető: Arany Tamás (magyar) |

| 12. forduló 2008. október 25. 18:00 |

| BFC Siófok                                             | 4 – 1               | Diósgyőr                          |
| ------------------------------------------------------ | ------------------- | --------------------------------- |
| Ndjodo 45' 51' Magasföldi 46' Tusori 61' Mogyorósi 50' | (1 – 0) Jegyzőkönyv | Tchana 63' Miličić 27' Pintér 70' |

| Révész Géza utcai stadion, Siófok Nézőszám: 500 Játékvezető: Solymosi Péter (magyar) |

| 13. forduló 2008. november 1. 18:00 |

| Diósgyőr                                     | 1 – 0               | Haladás                                                          |
| -------------------------------------------- | ------------------- | ---------------------------------------------------------------- |
| Kamber 25' Takács 26' Miličić 73' Búrány 85' | (1 – 0) Jegyzőkönyv | Molnár 5' Vörös 35' Rajos 62' Kuttor 82′ Tóth N. 87' Sipos 90+1' |

| DVTK-stadion, Miskolc Nézőszám: 2 500 Játékvezető: Takács János (magyar) |

| 14. forduló 2008. november 8. 18:00 |

| Debreceni VSC          | 1 – 2               | Diósgyőr                           |
| ---------------------- | ------------------- | ---------------------------------- |
| Rudolf 32' Leandro 11' | (1 – 0) Jegyzőkönyv | Takács 64' (11-esből) Tóth 70' 13' |

| Oláh Gábor utcai stadion, Debrecen Nézőszám: 6 500 Játékvezető: Németh Ádám (magyar) Asszisztensek: Vámos Tibor Tóth István |

| 15. forduló 2008. november 15. 18:00 |

| Diósgyőr                 | 1 – 0               | Kecskeméti TE |
| ------------------------ | ------------------- | ------------- |
| Miličić 8' 16' Sebők 51' | (1 – 0) Jegyzőkönyv | Bagi 60'      |

| DVTK-stadion, Miskolc Nézőszám: 4 000 Játékvezető: Arany Tamás (magyar) |

#### Tavaszi fordulók
| 16. forduló 2009. február 21. 17:00 |

| Diósgyőr                                                            | 2 – 1               | Rákospalotai EAC                           |
| ------------------------------------------------------------------- | ------------------- | ------------------------------------------ |
| Honma 32' Takács 65' (11-esből) 73' Tóth 21' Miličić 53' Bokros 81' | (1 – 1) Jegyzőkönyv | Nyerges 35' (11-esből) Pomper 10' Erős 77' |

| DVTK-stadion, Miskolc Nézőszám: 4 000 Játékvezető: Németh Ádám (magyar) |

| 17. forduló 2009. május 6. 19:00 |

| Kaposvári Rákóczi                  | 1 – 0               | Diósgyőr                                          |
| ---------------------------------- | ------------------- | ------------------------------------------------- |
| Nikolics 44' Farkas 27' Júnior 80' | (1 – 0) Jegyzőkönyv | Lakatos 38' Bogunović 55' Szélpál 90' Miličić 90′ |

| Rákóczi Stadion, Kaposvár Nézőszám: 1 500 Játékvezető: Németh Ádám (magyar) |

| 18. forduló 2009. március 7. 18:00 |

| Diósgyőr | 0 – 0               | Budapest Honvéd    |
| -------- | ------------------- | ------------------ |
|          | (0 – 0) Jegyzőkönyv | Filó 55′ Lungu 90′ |

| DVTK-stadion, Miskolc Nézőszám: 5 500 Játékvezető: Berger József (magyar) |

| 19. forduló 2009. március 15. 17:30 |

| MTK Budapest                                  | 2 – 0               | Diósgyőr                                      |
| --------------------------------------------- | ------------------- | --------------------------------------------- |
| Kanta 4' (11-esből) Zsidai 16' 67' Vadnai 57' | (2 – 0) Jegyzőkönyv | Lippai 23' Ahodikpe 50' Kamber 59' Stanić 66' |

| Hidegkuti Nándor Stadion, Budapest Nézőszám: 800 Játékvezető: Iványi Zoltán (magyar) |

| 20. forduló 2009. március 22. 17:30 |

| Diósgyőr                          | 1 – 0               | Vasas |
| --------------------------------- | ------------------- | ----- |
| Honma 88' Visković 19' Bokros 73' | (0 – 0) Jegyzőkönyv |       |

| DVTK-stadion, Miskolc Nézőszám: 4 200 Játékvezető: Solymosi Péter (magyar) |

| 21. forduló 2009. április 4. 19:00 |

| Diósgyőr                                  | 1 – 0               | Paksi FC                         |
| ----------------------------------------- | ------------------- | -------------------------------- |
| Tóth 78' Kamber 14' Takács 29' Stanić 81' | (0 – 0) Jegyzőkönyv | Zováth 15' Pintér 76' Tököli 80' |

| DVTK-stadion, Miskolc Nézőszám: 4 000 Játékvezető: Veizer Roland (magyar) |

| 22. forduló 2009. április 12. 17:30 |

| Zalaegerszegi TE                        | 1 – 0               | Diósgyőr  |
| --------------------------------------- | ------------------- | --------- |
| Pavićević 65' 66' Sluka 82' Varga 90+1' | (0 – 0) Jegyzőkönyv | Szabó 66' |

| ZTE Aréna, Zalaegerszeg Nézőszám: 4 932 Játékvezető: Berger József (magyar) |

| 23. forduló 2009. április 18. 19:00 |

| Diósgyőr                       | 2 – 3               | Győri ETO                                                                             |
| ------------------------------ | ------------------- | ------------------------------------------------------------------------------------- |
| Tóth 32' Stanić 72' Kamber 70' | (1 – 1) Jegyzőkönyv | Bajzát 6' 87' Jäkl 66' 54' Nyári 18' Kink 31' Stark 77' Stevanović 82' Alekszidze 85' |

| DVTK-stadion, Miskolc Nézőszám: 4 000 Játékvezető: Iványi Zoltán (magyar) |

| 24. forduló 2009. április 25. 19:00 |

| FC Fehérvár                             | 2 – 1               | Diósgyőr                       |
| --------------------------------------- | ------------------- | ------------------------------ |
| Vujović 21' André Alves 33' Radović 81' | (2 – 1) Jegyzőkönyv | Honma 40' Gohér 44' Kamber 51' |

| Sóstói Stadion, Székesfehérvár Nézőszám: 1 617 Játékvezető: Takács János (magyar) |

| 25. forduló 2009. április 28. 19:00 |

| Diósgyőr       | 1 – 0               | Nyíregyháza Spartacus |
| -------------- | ------------------- | --------------------- |
| Lippai 23' 77' | (1 – 0) Jegyzőkönyv | Miskolczi 52'         |

| DVTK-stadion, Miskolc Nézőszám: 6 000 Játékvezető: Arany Tamás (magyar) |

| 26. forduló 2009. május 3. 17:30 |

| Újpest                    | 2 – 2               | Diósgyőr                                   |
| ------------------------- | ------------------- | ------------------------------------------ |
| Foxi 55' Korcsmár 69' 63' | (0 – 0) Jegyzőkönyv | Tóth 56' Honma 67' Búrány 73' Visković 82' |

| Szusza Ferenc Stadion, Budapest Nézőszám: 5 617 Játékvezető: Andó-Szabó Sándor (magyar) |

| 27. forduló 2009. május 9. 19:00 |

| Diósgyőr                | 0 – 1               | BFC Siófok                      |
| ----------------------- | ------------------- | ------------------------------- |
| Kamber 33' Menyhért 63' | (0 – 0) Jegyzőkönyv | Ekounda 80' Nagy 30' Köntös 55' |

| DVTK-stadion, Miskolc Nézőszám: 2 500 Játékvezető: Veizer Roland (magyar) |

| 28. forduló 2009. május 16. 19:00 |

| Haladás                 | 1 – 0               | Diósgyőr                  |
| ----------------------- | ------------------- | ------------------------- |
| Oross 88' 88' Rajos 63' | (0 – 0) Jegyzőkönyv | Lakatos 33' Miličić 90+1′ |

| Rohonci úti stadion, Szombathely Nézőszám: 6 000 Játékvezető: Vad II. István (magyar) |

| 29. forduló 2009. május 22. 19:00 |

| Diósgyőr                                                      | 2 – 3               | Debreceni VSC                              |
| ------------------------------------------------------------- | ------------------- | ------------------------------------------ |
| Honma 62' Balajti 80' Visković 19' Ahodikpe 40' Bogunović 58' | (0 – 0) Jegyzőkönyv | Czvitkovics 48' 52' Dombi 70' Vinicius 58' |

| DVTK-stadion, Miskolc Nézőszám: 5 000 Játékvezető: Solymosi Péter (magyar) |

| 30. forduló 2009. május 30. 19:00 |

| Kecskeméti TE                                     | 2 – 0               | Diósgyőr                            |
| ------------------------------------------------- | ------------------- | ----------------------------------- |
| Litsingi 43' Yannick 80' (11-esből) Schindler 71' | (1 – 0) Jegyzőkönyv | Kállai 24' Kamber 43' Bogunović 58′ |

| Széktói Stadion, Kecskemét Nézőszám: 5 000 Játékvezető: Farkas Ádám (magyar) |

#### A bajnokság végeredménye
| #   | Csapat                    | M  | GY | D  | V  | G+ – G– | GK  | P  | Megjegyzések                  |
| --- | ------------------------- | -- | -- | -- | -- | ------- | --- | -- | ----------------------------- |
| 1.  | Debreceni VSC (B) (I)     | 30 | 21 | 5  | 4  | 70–29   | +41 | 68 | Bajnokok Ligája (selejtező)   |
| 2.  | Újpest (I)                | 30 | 17 | 8  | 5  | 61–38   | +23 | 59 | Európa-liga (2. selejtezőkör) |
| 3.  | Haladás Ú (I)             | 30 | 16 | 5  | 9  | 44–29   | +15 | 53 | Európa-liga (1. selejtezőkör) |
| 4.  | Zalaegerszegi TE          | 30 | 15 | 7  | 8  | 52–44   | +8  | 52 |                               |
| 5.  | Kecskeméti TE Ú           | 30 | 14 | 6  | 10 | 55–44   | +11 | 48 |                               |
| 6.  | FC Fehérvár               | 30 | 14 | 6  | 10 | 42–34   | +8  | 48 |                               |
| 7.  | MTK Budapest CV           | 30 | 13 | 6  | 11 | 43–41   | +2  | 45 |                               |
| 8.  | Győri ETO                 | 30 | 11 | 10 | 9  | 57–41   | +16 | 43 |                               |
| 9.  | Kaposvári Rákóczi         | 30 | 11 | 7  | 12 | 51–46   | +5  | 40 |                               |
| 10. | Vasas                     | 30 | 11 | 5  | 14 | 42–52   | −10 | 38 |                               |
| 11. | Paksi FC                  | 30 | 9  | 8  | 13 | 38–51   | −13 | 35 |                               |
| 12. | Diósgyőr                  | 30 | 9  | 6  | 15 | 29–45   | −16 | 33 |                               |
| 13. | Budapest Honvéd (KGY) (I) | 30 | 8  | 8  | 14 | 31–46   | −15 | 32 | Európa-liga (3. selejtezőkör) |
| 14. | Nyíregyháza Spartacus     | 30 | 7  | 11 | 12 | 32–41   | −9  | 32 |                               |
| 15. | BFC Siófok (K)            | 30 | 8  | 2  | 20 | 30–56   | −26 | 26 | NB II                         |
| 16. | Rákospalotai EAC (K)      | 30 | 3  | 6  | 21 | 33–73   | −40 | 15 | NB II                         |

Utolsó frissítés: 2013. február 19. 
Forrás: MLSZ adatbank 
A rangsorolás alapszabályai: 1. összpontszám, 2. győzelmek száma, 3. egymás elleni eredmények összpontszáma,  4. egymás elleni eredmények gólkülönbsége, 5. egymás elleni eredmények szerzett góljainak száma 6. gólkülönbség, 7. szerzett gólok száma.
(B): Bajnokcsapat, (K): Kieső csapat, (F): Feljutó csapat, (I): Kupainduló, (R): A rájátszás győztese, (KGY): Kupagyőztes

#### Az eredmények összesítése
Az alábbi táblázatban összesítve szerepelnek a Diósgyőri VTK 2008/09-es bajnokságban elért eredményei.
| Ősz/tavasz (forduló)    | Otthon | Otthon | Otthon | Otthon | Otthon | Otthon | Otthon | Idegenben | Idegenben | Idegenben | Idegenben | Idegenben | Idegenben | Idegenben |
| Ősz/tavasz (forduló)    | M      | GY     | D      | V      | LG–KG  | GK     | P      | M         | GY        | D         | V         | LG–KG     | GK        | P         |
| ----------------------- | ------ | ------ | ------ | ------ | ------ | ------ | ------ | --------- | --------- | --------- | --------- | --------- | --------- | --------- |
| Őszi szezon (1–15.)     | 7      | 4      | 1      | 2      | 7–5    | +2     | 13     | 8         | 1         | 3         | 4         | 10–21     | –11       | 6         |
| Tavaszi szezon (16–30.) | 8      | 4      | 1      | 3      | 9–8    | +1     | 13     | 7         | 0         | 1         | 6         | 3–11      | –8        | 1         |
| Összesen (1–30.)        | 15     | 8      | 2      | 5      | 16–13  | +3     | 26     | 15        | 1         | 4         | 10        | 13–32     | –19       | 7         |

#### Helyezések fordulónként
| Forduló  | 1 | 2  | 3  | 4  | 5  | 6  | 7  | 8  | 9  | 10 | 11 | 12 | 13 | 14 | 15 | 16 | 17 | 18 | 19 | 20 | 21 | 22 | 23 | 24 | 25 | 26 | 27 | 28 | 29 | 30 |
| -------- | - | -- | -- | -- | -- | -- | -- | -- | -- | -- | -- | -- | -- | -- | -- | -- | -- | -- | -- | -- | -- | -- | -- | -- | -- | -- | -- | -- | -- | -- |
| Helyszín | I | O  | I  | O  | I  | I  | O  | I  | O  | I  | O  | I  | O  | I  | O  | O  | I  | O  | I  | O  | O  | I  | O  | I  | O  | I  | O  | I  | O  | I  |
| Eredmény | D | GY | V  | V  | V  | D  | GY | V  | V  | D  | D  | V  | GY | GY | GY | GY | V  | D  | V  | GY | GY | V  | V  | V  | GY | D  | V  | V  | V  | V  |
| Helyezés | 8 | 4  | 10 | 12 | 15 | 14 | 13 | 14 | 14 | 14 | 14 | 14 | 14 | 14 | 12 | 10 | 12 | 13 | 13 | 10 | 8  | 9  | 11 | 11 | 11 | 11 | 11 | 12 | 12 | 12 |

Helyszín: O = Otthon; I = Idegenben. Eredmény: GY = Győzelem; D = Döntetlen; V = Vereség.

### Magyar kupa
| 3. forduló 2008. szeptember 3. 15:30 |

| Nyírtelek SE                                      | 2 – 5               | Diósgyőr                                                                              |
| ------------------------------------------------- | ------------------- | ------------------------------------------------------------------------------------- |
| Szatmári 21' Simon L. 52' Homonyik 57′ Batári 85′ | (1 – 2) Jegyzőkönyv | Kamber 18' 45' Stanić 47' (11-esből) 63′ Szélpál 79' Szabó 83' Miličić 20' Pintér 53' |

| Nézőszám: 500 Játékvezető: Guta János (magyar) |

| 4. forduló 2008. szeptember 24. 15:30 |

| Makó FC                                           | 1 – 0               | Diósgyőr   |
| ------------------------------------------------- | ------------------- | ---------- |
| Maróti 16' Szamosszegi 39' Dálnaki 62' Magyar 83' | (1 – 0) Jegyzőkönyv | Pintér 42' |

| Makó Játékvezető: Berger József (magyar) |

### Ligakupa

#### Csoportkör (A csoport)
| 1. forduló 2008. október 1. 18:00 |

| Diósgyőr                                    | 4 – 1               | Debreceni VSC            |
| ------------------------------------------- | ------------------- | ------------------------ |
| Tchana 5' Szélpál 22' Horváth 36' Szabó 66' | (3 – 1) Jegyzőkönyv | Kerekes 29' Poledica 43' |

| DVTK-stadion, Miskolc Nézőszám: 800 Játékvezető: Varga László (magyar) |

| 2. forduló 2008. október 15. 15:00 |

| Bőcs KSC            | 0 – 1               | Diósgyőr                                                |
| ------------------- | ------------------- | ------------------------------------------------------- |
| Lipták 30' Kóka 56' | (0 – 0) Jegyzőkönyv | Szélpál 56' Miličić 15' Búrány 58' Kállai 66' Gohér 89' |

| Bőcs Játékvezető: Nagy Róbert (magyar) |

| 3. forduló 2008. október 29. 14:00 |

| Nyíregyháza Spartacus                         | 1 – 1               | Diósgyőr       |
| --------------------------------------------- | ------------------- | -------------- |
| Apostu 36' Odrobéna 22' Ambrusz 61' Bakos 74' | (1 – 0) Jegyzőkönyv | Takács 62' 39' |

| Nyíregyháza Városi Stadion, Nyíregyháza Játékvezető: Oláh Gábor (magyar) |

| 4. forduló 2008. november 5. 16:00 |

| Diósgyőr                                                                             | 2 – 2               | Vasas                                  |
| ------------------------------------------------------------------------------------ | ------------------- | -------------------------------------- |
| Sebők 18' Takács 53' 61' Pintér 23' Trbović 39' Tchana 50' Bokros 76' Menyhért 90+2' | (1 – 2) Jegyzőkönyv | Gyánó 28' Kelemen 42' 28' Papucsek 71' |

| DVTK-stadion, Miskolc Játékvezető: Szőts Gergely (magyar) |

| 5. forduló 2008. november 12. 13:30 |

| Dunakanyar-Vác FC | 0 – 2               | Diósgyőr                                         |
| ----------------- | ------------------- | ------------------------------------------------ |
|                   | (0 – 0) Jegyzőkönyv | Kamber 70' 73' Szélpál 65' Pintér 86' Bokros 90' |

| Ligeti Stadion, Vác Játékvezető: Gyarmati II. Tibor (magyar) |

| 6. forduló 2008. november 22. 13:30 |

| Debreceni VSC        | 0 – 0               | Diósgyőr                  |
| -------------------- | ------------------- | ------------------------- |
| Varga 10' Takács 52' | (0 – 0) Jegyzőkönyv | Bokros 48' Menyhért 90+2' |

| Oláh Gábor utcai stadion, Debrecen Nézőszám: 600 Játékvezető: Iványi Zoltán (magyar) |

| 7. forduló 2008. november 29. 13:00 |

| Diósgyőr                                                     | 5 – 0               | Bőcs KSC             |
| ------------------------------------------------------------ | ------------------- | -------------------- |
| Kamber 18' Tóth 27' 29' 70' Honma 60' Búrány 44' Miličić 53' | (3 – 0) Jegyzőkönyv | Lipták 63' Jeney 80' |

| DVTK-stadion, Miskolc Játékvezető: Pető Péter (magyar) |

| 8. forduló 2008. december 6. 15:00 |

| Diósgyőr                | 3 – 1               | Nyíregyháza Spartacus                                             |
| ----------------------- | ------------------- | ----------------------------------------------------------------- |
| Tóth 32' 85' Kamber 48' | (1 – 0) Jegyzőkönyv | Simon 68' 78' Nánási 7' Tóth 51' Lippai 53' Goia 57′ Odrobéna 69' |

| DVTK-stadion, Miskolc Játékvezető: Farkas Ádám (magyar) |

| 9. forduló 2009. február 7. 12:00 |

| Vasas                                         | 3 – 0               | Diósgyőr                                       |
| --------------------------------------------- | ------------------- | ---------------------------------------------- |
| Divić 57' Sowunmi 74' Dobrić 90' Papucsek 88' | (0 – 0) Jegyzőkönyv | Stanić 63' Bokros 66' Bogunović 67' Búrány 81' |

| Illovszky Rudolf Stadion, Budapest Játékvezető: Solymosi Péter (magyar) |

| 10. forduló 2009. február 14. 15:00 |

| Diósgyőr                                  | 4 – 1               | Dunakanyar-Vác FC             |
| ----------------------------------------- | ------------------- | ----------------------------- |
| Stanić 75' Kamber 76' Honma 78' Szabó 82' | (0 – 0) Jegyzőkönyv | Varga 73' Rob 44' Hegedűs 84' |

| DVTK-stadion, Miskolc Játékvezető: Urbán Eszter (magyar) |

#### Az A csoport végeredménye
| Színmagyarázat | Színmagyarázat                                                 |
| -------------- | -------------------------------------------------------------- |
|                | A csoportelső és csoportmásodik bejutott a negyeddöntőbe.      |
|                | A csoport többi helyezettje nem folytathatta a kupaszereplést. |

| Csapat                | M  | Gy | D | V | Lg | Kg | Gk  | P  |
| --------------------- | -- | -- | - | - | -- | -- | --- | -- |
| Vasas                 | 10 | 6  | 3 | 1 | 31 | 14 | +17 | 21 |
| Diósgyőr              | 10 | 6  | 3 | 1 | 22 | 9  | +13 | 21 |
| Debreceni VSC         | 10 | 3  | 3 | 4 | 22 | 19 | +3  | 12 |
| Nyíregyháza Spartacus | 10 | 3  | 2 | 5 | 19 | 18 | +1  | 11 |
| Bőcs KSC              | 10 | 3  | 1 | 6 | 15 | 27 | -12 | 10 |
| Vác-Újbuda LTC        | 10 | 3  | 0 | 7 | 13 | 35 | -22 | 9  |

#### Negyeddöntő
| Első mérkőzés 2009. március 3. 16:30 |

| Diósgyőr               | 0 – 0               | FC Fehérvár                      |
| ---------------------- | ------------------- | -------------------------------- |
| Kamber 41' Szélpál 84' | (0 – 0) Jegyzőkönyv | Pavličić 21' Sifter 51' Elek 81' |

| DVTK-stadion, Miskolc Játékvezető: Takács János (magyar) |

| Visszavágó 2009. március 25. 17:00 |

| FC Fehérvár | 1 – 0               | Diósgyőr                |
| ----------- | ------------------- | ----------------------- |
| Horváth 71' | (0 – 0) Jegyzőkönyv | Bogunović 35' Szabó 70' |

| Sóstói Stadion, Székesfehérvár Játékvezető: Németh Ádám (magyar) |

## Játékosmozgás 2007/2008 telén
| Érkezett: - Mogyorósi József (Budapest Honvéd FC) - Sebők Vilmos - Pintér Zoltán (FC Sopron) - Homma Kazuo (Tisza Volán Szeged) - Szélpál Tamás (Tisza Volán Szeged) - Djordje Kamber (FK Željezničar) - Kövesfalvi István (FC Tatabánya) - Florin Ioan Pelecaci (FC Progresul Bucureşti) - Gonzalo Cardozo Martinez (Estudiantes de Mérida) - Trbovic Dane (FK Voždovac) - Vida Gergő (Tisza Volán Szeged) - Virágh Aladár (REAC) - Nagy Tamás (Vasas) | Távozott: - Juan Carlos Manrique Rodríguez - Bodiong Christian Ebala (Újpest FC) - Effeiye Stephane Roger - Joseph Papson Kanga - Arouna Baba Pele - Ngam Peguy - Libiih Besong Leo - Abass Rassou - Abdou Halidou Douva - Victor P. Carr - Katona Attila (Thể Công (Vietnam)) - Sipeki István (Panachaiki 2005 F.C. (Görögország 3. liga)) - Fodor Marcell (Debreceni VSC) - Szalma Pál (Újpest FC) - Vámosi Csaba (FC Tatabánya) - Farkas Norbert - Matias Navarrete - Rebecsák Szilárd (Soroksár SC) - Huszák Tamás (Debreceni VSC) - Menyhért Gergő (kölcsönben, Bőcs KSC) |